# Callejon

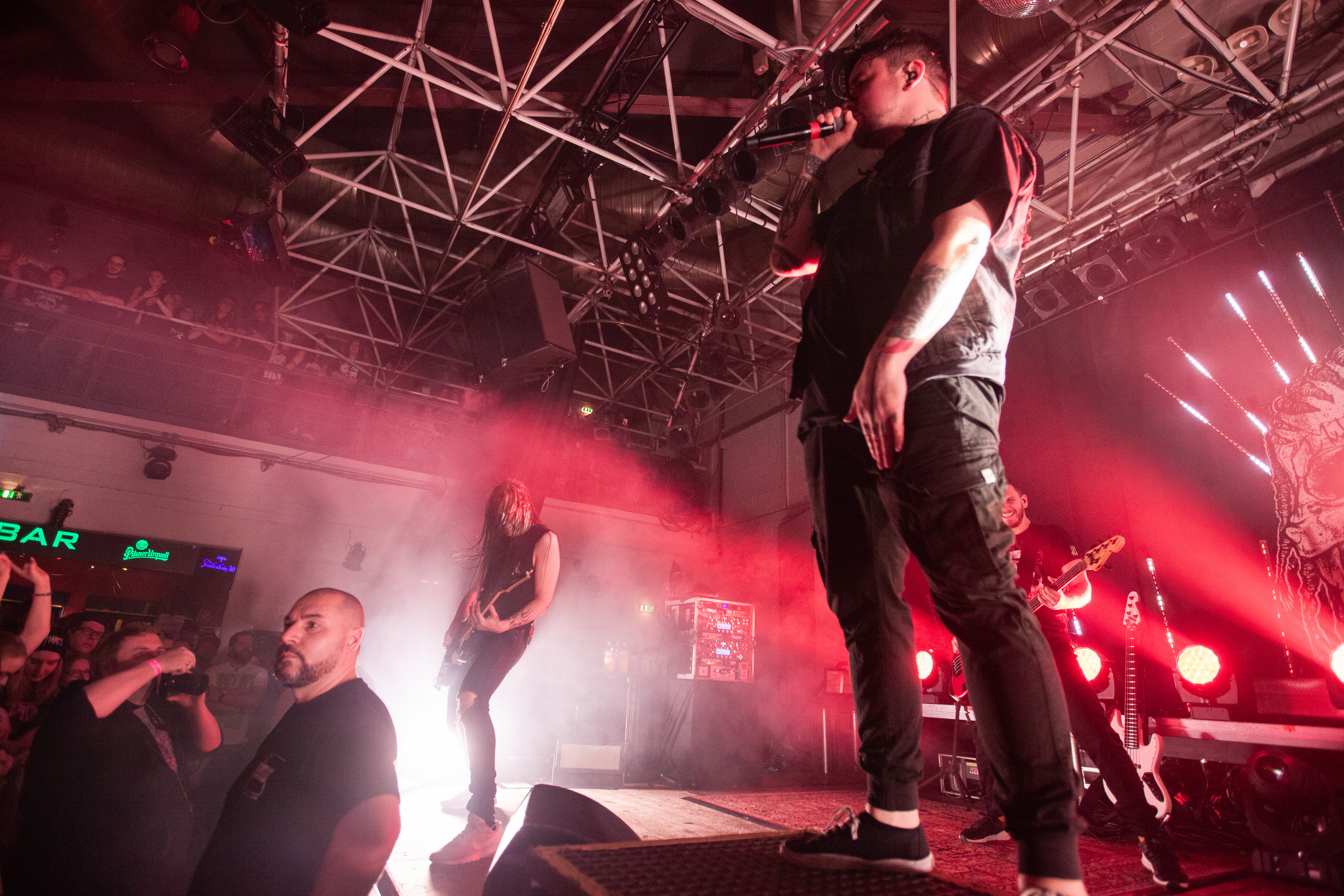
Bastian BastiBasti Sobtzick

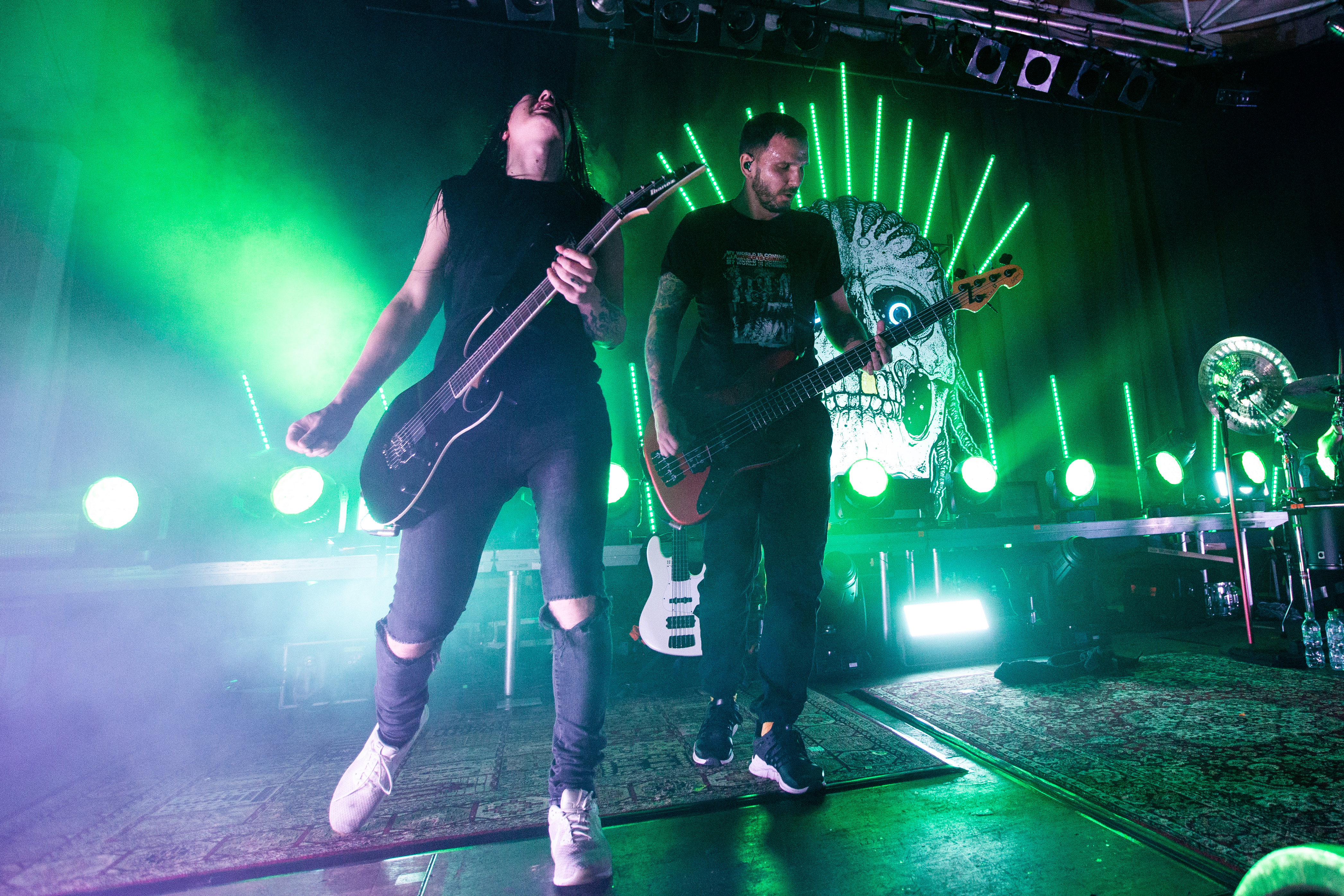
Bernhard Horn и Thorsten Becker

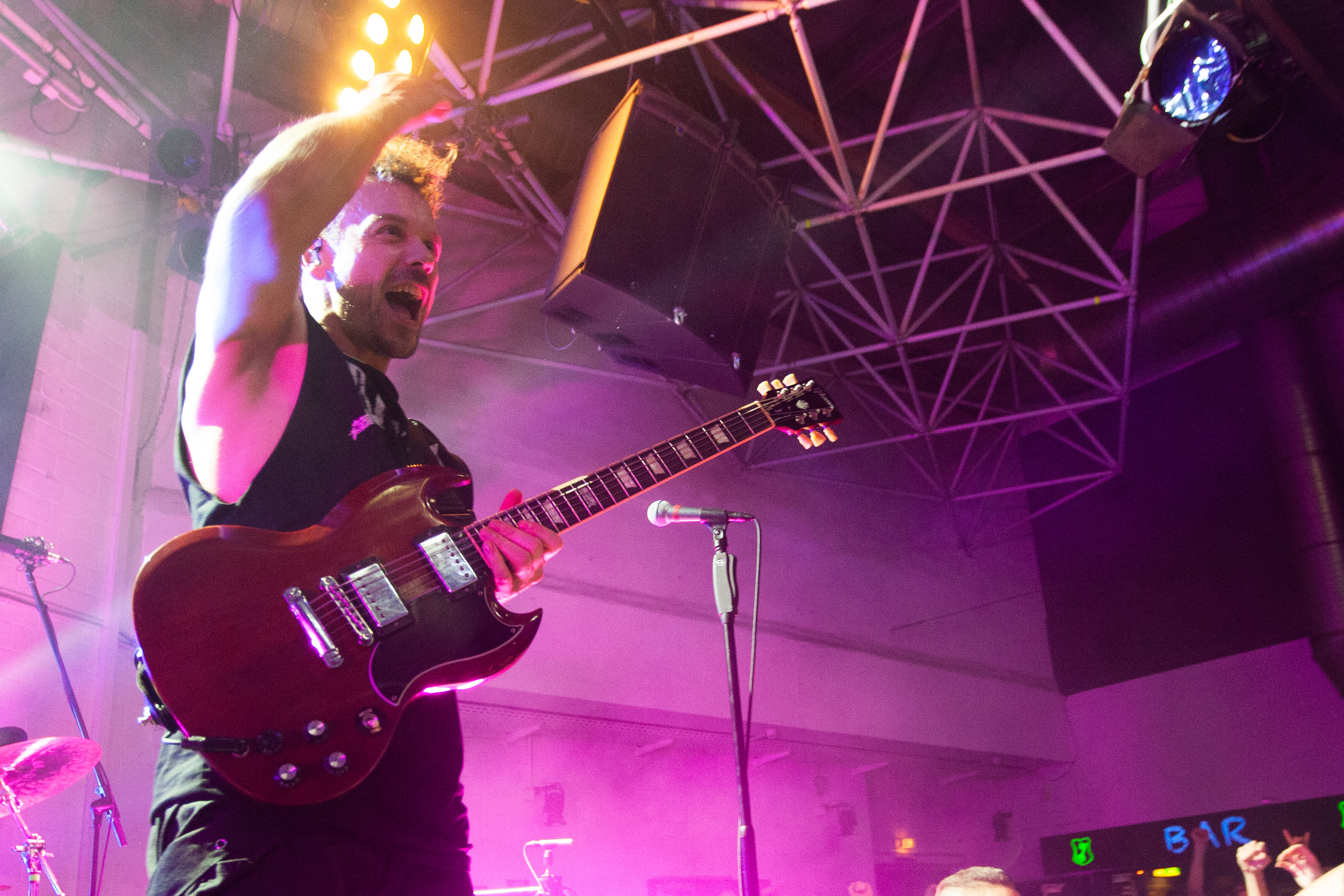
Christoph Kotsche Koterzina

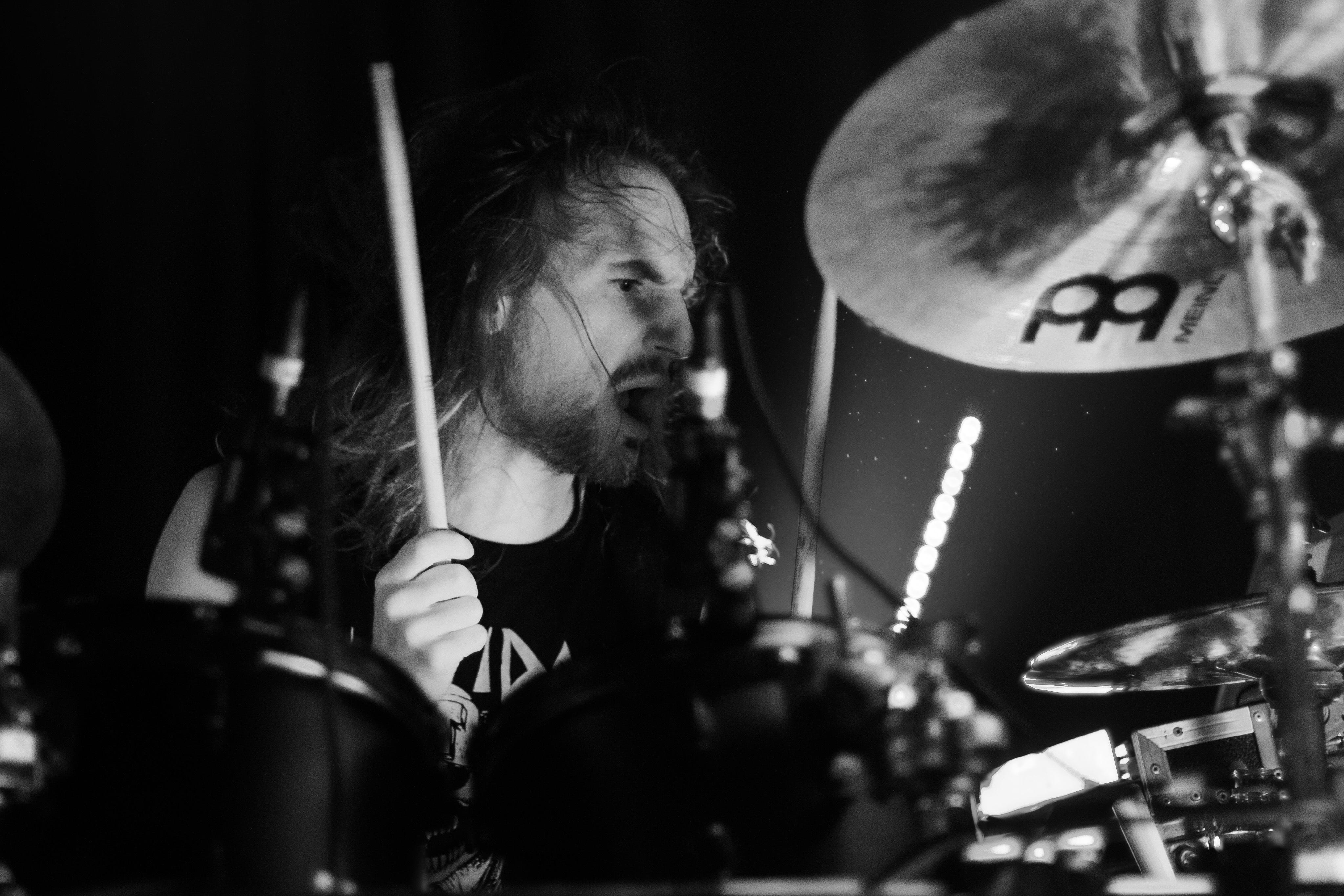
Maximilian Kotze Kotzmann

Callejon (callejón с исп. — «переулок») — немецкая металкор-группа, основанная в 2002 году. Тексты песен написаны, в основном, на немецком языке. В активе группы 8 полноценных альбомов (один из них кавер-альбом), 1 демо, 2 EP,  и 20 синглов.

## История
Группа «Callejon» была основана в 2002 на западе Германии — музыканты родом из Дюссельдорфа, Кёльна и Ратингена. В 2003 была готова демозапись «Nur ein Vakuum». Затем следует первый EP «Chronos», а в 2006 году выпущен первый лонгплей группы — «Willkommen im Beerdigungscafé» . В феврале 2007 Callejon отправляется в первое турне.
Все три записи были выпущены под лейблом «My Favourite Toy Records». В 2007 группа выходит EP «Fauler Zauber Dunkelherz»   под лейблом «Edition TAKK», подразделением «SONY/ATV Music Publishing». С 2008 года группа начинает сотрудничество с «Nuclear Blast».
Первым альбомом на новом лейбле стал «Zombieactionhauptquartier», вдохновленный фильмами и книгами о зомби. Сама группа охарактеризовала жанр альбома как «зомбикор». В записи последней песни альбома «Porn from Spain» принял участие Нико Зайфрид из берлинской хип-хоп-группы K.I.Z..
В 2010 вышел «Videodrom». Название альбома — отсылка к фильму Дэвида Кроненберга 1983 года. Альбом поднялся на 31 место в национальном чарте.
В том же году группа разрывает отношения с «Nuclear Blast» и подписывает соглашение с «Four Music». И в сотрудничестве с этим лейблом группа провела летнее турне «Diese Tour macht betroffen». По состоянию здоровья из группы ушёл Томас Бушхаузен и его заменил Кристоф Котерцина.
В самом начале 2012 года выходит альбом «Blitzkreuz». Название альбома посвящено новому символу группы, которое используется с 2010 года. Альбом поднялся на 9 место в национальном чарте и на 32 в чарте Австрии.
11 января 2013 года вышел альбом «Man spricht Deutsch» под псевдонимом «Kallejon», в котором собраны кавер-версии на песни таких известных немецких исполнителей как Die Toten Hosen, Tokio Hotel, Die Ärzte, Fettes Brot, Tic Tac Toe, Петер Фокс и других.

## Обложки и мерч
Вокалист группы Бастиан Зобцик создает обложки и делает макеты атрибутики не только для Callejon, но и для других команд. На его счету обложки для металкор групп Германии — Heaven Shall Burn и Caliban, сотрудничество с Rammstein, Apocalyptica, Sonic Syndicate и с многими другими. Для продвижения своего творчества он создал вместе с гитаристом группы агентство «BlackSome».

## Дискография

### Demo
- 2003: Demo

EP
- 2005: Chronos (Время)
- 2007: Fauler Zauber Dunkelherz (Гнилые чары, темное сердце)

### Альбомы
- 2006: Willkommen im Beerdigungscafé (Добро пожаловать в похоронное кафе)
- 2008: Zombieactionhauptquartier (Штаб-квартира акции зомби)
- 2010: Videodrom (Видеодром)
- 2012: Blitzkreuz (Крест в виде молнии)
- 2013: Man spricht deutsch ([Люди] говорят по-немецки)
- 2015: Wir Sind Angst (Мы - Страх)
- 2017: Fandigo
- 2019: Hartgeld im Club
- 2020: Metropolis
- 2022: Eternia

Singles
- 2008: Zombiefied / Porn from Spain
- 2009: Phantomschmerz
- 2010: Sommer, Liebe, Kokain
- 2011: Wherever I May Roam
- 2012: Feindliche Übernahme
- 2012: Porn from Spain 2
- 2012: Kind im Nebel
- 2014: Dunkelherz
- 2017: Utopia
- 2017: Monroe
- 2017: Noch einmal
- 2017: Hölle Stufe 4
- 2018: Urlaub fürs Gehirn
- 2018: Palmen aus Plastik
- 2018: Von Party zu Party
- 2018: Was du Liebe nennst
- 2018: Porn from Spain 3
- 2020: Metropolis
- 2020: Gottficker
- 2020: Der Wald